# Sunshine Radio
Sunshine Radio ist ein Schweizer Radiosender für Musik und Nachrichten, dessen redaktioneller Inhalt auf die Zentralschweiz angepasst ist.

## Geschichte
Der Sender ging am 1. November 1983 das erste Mal auf Sendung. Er wurde durch die Neue Medien Zentralschweiz Werbe AG (NMZ Werbe AG) vermarktet, wie auch die Radiostationen Radio Central und Radio Eviva.
Am 21. September 2022 wurde er rückwirkend per 1. Januar 2022 von der CH Media übernommen. Am 25. März 2025 verlegte der Sender Studio und Sitz von Rotkreuz nach Luzern. Dort bildet er (aus wirtschaftlichen Gründen) zusammen mit Radio Pilatus, Radio Central und Radio Eviva einen neuen Standort für die Radiosender der CH Media.
Seit 1. Januar 2025 gilt Sunshine Radio rechtlich als privat gemeldetes Radio, nachdem die Konzession der CH Regionalmedien AG am 31. Dezember 2024 endete.

## Sendegebiet
Die gesamte Zentralschweiz mit den Kantonen Luzern, Zug, Schwyz, Uri, Ob- und Nidwalden, sowie das Freiamt und das Säuliamt (Bezirk Affoltern) gehören zum Sendegebiet von Sunshine Radio. Der Sender ist dabei über verschiedene UKW-Frequenzen sowie digital über DAB+ und via Livestream empfangbar.

## Programm
Sunshine Radio bietet ein Tagesbegleitprogramm mit einem breiten Musik-Mix aktueller Hits und regionaler Informationen. Ein besonderer Fokus liegt auf Nachrichten aus der Zentralschweiz, ergänzt durch Verkehrsmeldungen, Wetterberichte, Unterhaltungssendungen sowie regelmässige Gewinnspiele und Events.
Der Sender versteht sich als aktiver Teil der Zentralschweizer Medienlandschaft und strebt eine nahe und authentische Beziehung zum Publikum an. Themen wie Nachhaltigkeit, Diversität und kulturelle Vielfalt werden im Programm berücksichtigt. Ziel ist es, ein inspirierendes und lebensnahes Hörerlebnis zu schaffen, das den Alltag der Menschen positiv begleitet.

## Weiteres
Sunshine Radio verfolgt das Ziel, ein lebendiges, offenes und modernes Radio für Menschen in der Zentralschweiz zu sein. Der Sender richtet sich an eine aktive und aufgeschlossene Hörerschaft und möchte durch seine Inhalte Orientierung, Freude und lokale Verbundenheit vermitteln. 
Im Zentrum der redaktionellen Ausrichtung stehen Werte wie Nähe, Verantwortung und Innovationsfreude. Sunshine Radio setzt sich für gesellschaftlich relevante Themen ein, fördert einen respektvollen Dialog und leistet durch seine Programmgestaltung einen Beitrag zur nachhaltigen Entwicklung der Region.